# A Arte de Correr na Chuva
A Arte de Correr na Chuva é um romance de 2008, escrito pelo autor e produtor de cinema norte-americano Garth Stein. A história é contada a partir do ponto de vista de um cão. O livro tornou-se um bestseller do New York Times, manteve-se na lista de mais vendidos durante 100 semanas, e se tornou o #1 BookSense Pick.

## Sinopse
"Uma história de amor arrebatadora e um comovente conto de redenção... como só um cachorro poderia contar.
Enzo sabe que é diferente dos outros cachorros: um filósofo com alma humana. Ele foi educado assistindo aos programas do canal National Geographic e ouvindo todos os conselhos de seu mestre e dono, Denny Swift, um piloto de corridas. Por causa de Denny, Enzo adquiriu uma grande percepção da condição humana e aprendeu a administrar a vida como em uma corrida de Fórmula 1, onde nem sempre a velocidade é a melhor estratégia.
Às vésperas de sua morte, Enzo faz uma retrospectiva de sua vida, relembrando tudo o que ele e a família passaram: os sacrifícios que Denny fez para ser bem-sucedido profissionalmente; a perda inesperada de Eve, a esposa de Denny; a batalha do dono para conseguir a guarda da filha, a quem os avós maternos fizeram de tudo para conseguir a custódia... E, ao final, a chegada heróica de Enzo para preservar a família Swift.
A Arte de Correr na Chuva é um livro modelado nos desejos e absurdos da vida humana. É uma emocionante história de amor, profundamente divertida e alegre, que cativará a todos."

## O livro antes, durante e depois
A inspiração de Garth Stein veio depois que ele assistiu um documentário em 1998, da Mongólia, chamado "O Estado do Cão". Posteriormente, em 2004, ouviu um poema de Billy Collins chamado "The Revenant", contado a partir do ponto de vista de um cão.
No começo, Stein chamou o cachorro de "Juan Pablo", depois de ver o piloto colombiano Juan Pablo Montoya, mas aceitou uma sugestão de sua mulher e mudou o nome para "Enzo", em homenagem a Enzo Ferrari, fundador da famosa marca de automóveis italiana do mesmo nome.
A experiência de Denny com carros de corrida baseia-se na experiência própria de Garth Stein, e de um amigo do autor, também piloto de corridas que passava por tempos difíceis na época. Stein mudou-se de Nova York para Seattle em 2001 e entrou para a "educação de alto desempenho do motorista", recebeu sua licença de corrida com a SCCA (Sports Car Club of America)  e ganhou um campeonato de pontos na região noroeste, em 2003. Stein parou de correr em campeonatos depois de bater o carro durante uma corrida na chuva.
"Quando eu bati meu carro fiquei muito mal. Ironicamente, era dia de chuva. Agora só corro o bastante para manter minha licença atualizada", disse.
O livro pode ser encontrado em todas as lojas do Brasil.

## Direitos cinematográficos
A Universal Pictures adquiriu os direitos do livro em Julho de 2009 para a criação de um filme sobre o mesmo, que seria interpretado por Patrick Dempsey, mas o projeto não conseguiu um diretor.